# Eibenschütz (Familie)
Die Künstlerfamilie Eibenschütz bestand aus folgenden Personen:
- Karl Friedrich Eibenschütz (1829–1874), österreichischer Opernsänger (Bariton) ⚭ Adele Eibenschütz, geb. Marochetti (1833–1893), Kammersängerin
  - Albert Maria Eibenschütz (1857–1922), Pianist und Komponist, ⚭ Anna Theresa Rosa Knorr (1862–1927), ⚭ Wilhelmine Eibenschütz-Wnuczek (1878–1959), polnisch-deutsche Pianistin
    - Camilla Eibenschütz (1884–1958), Theaterschauspielerin ⚭ Wolfgang Huck (1889–1967), deutscher Zeitungsverleger
      - Andreas Michael Huck (1919–2009), deutscher Zeitungsverleger

    - Lia Eibenschütz (1899–1985), deutsche Schauspielerin  ⚭ Kurt Vespermann (1887–1957), deutscher Schauspieler
      - Gerd Vespermann (1926–2000), deutscher Schauspieler und Synchronsprecher

  - Antonia Eibenschütz (1871–1946), österreichische Opernsängerin (Sopran) ⚭ Hans Claar (1861–1918), deutscher Theaterschauspieler
  - José Eibenschütz (1872–1952), österreichischer Dirigent ⚭ I. 19. Mai 1894 Marie Betty Sophie Eibenschütz, geb. Bentzen (28. Januar 1877 in Salzburg), Febr. 1922 Scheidung; ⚭ II. April 1922 Margrit Eibenschütz, geb. Cords (24. Dezember 1890 in Altona – 11. Oktober 1960 bei Eisleben)
    - Edvard Eibenschütz (12. Oktober 1894 Åbo, Finnland), Kaufmann
    - Olaf Eibenschütz (8. März 1898 in Åbo, Finnland), Künstler und Schauspieler
- David Eibenschütz (1828–1910), Kaufmann und Kantor, Bruder des Karl Friedrich Eibenschütz[A 1]
  - Siegmund Eibenschütz (1856–1922), österreichischer Theaterleiter und Dirigent ⚭ Dora Keplinger (1878–1949), österreichische Opernsängerin (Sopran)
    - Maria Theodora Eibenschütz (1909–1983), österreichische Gesangspädagogin
    - Regina (Gina) Eibenschütz (1885–1942), österreichische Malerin

  - Gina Eibenschütz (1869–1956), österreichische Schauspielerin ⚭ Robert Schiff (1869–1935), österreichischer Maler
  - Riza Eibenschütz (1870–1947), österreichische Opernsängerin
  - Ilona Eibenschütz (1871–1967), österreichische Pianistin

## Verwandtschaftsgrad unbekannt
- Mari Eibenschütz (1856–1938), österreichisch-ungarische Schauspielerin